# Desierto de La Guajira
El desierto de La Guajira está localizado en el extremo norte de Colombia y parte de Venezuela, en el departamento de La Guajira, cubriendo la mayor parte de la península de La Guajira, incluyendo parte del territorio del estado Zulia de Venezuela. El área posee inmensas reservas de carbón, explotado en una zona conocida como El Cerrejón. El área es también la zona de residencia de los indígenas Wayuu y de una gran variedad de flora y fauna del desierto.
El parque nacional natural Macuira está localizado en el desierto de La Guajira y es un oasis tropical. Es un parque nacional desde 1977. El parque cubre 25 000 hectáreas (61 776,3 acre) en la única cadena montañosa de La Guajira, y su altitud va desde 0 hasta 450 metros (1476,4 pies). Tiene un clima cálido cercano a 27 grados Celsius (80,6 °F).

## División
El desierto se divide en 3 partes, que son: 
Alta Guajira: posee paisajes desérticos, dunas de arena, formaciones rocosas, acantilados y playas solitarias.
Media Guajira: Es un poco menos árido y predominan sus rojas arenas. Aquí se puede visitar Dibulla, un pequeño pueblo turístico muy tranquilo con paradisíacas playas, así como la desembocadura del río Palomino en el mar, el Santuario de Flora y Fauna Los Flamencos en la zona Boca de Camarones y la Reserva Natural Musichi.
Baja Guajira: La zona se ubica muy cerca de la Sierra Nevada de Santa Marta y de la Serranía del Perijá. Es una región húmeda, rica en flora y fauna, lugar de nacimiento de innumerables corrientes de agua dulce que se precipitan al mar, como el río Ranchería.

## Turismo
Mucho tiempo atrás, este lugar era casi inhabitado, pero debido a la proyección turística que ha tenido en los últimos años, a pocos metros del sitio, en la franja costera al sur, se han asentado chozas típicas para hospedaje y restaurantes para turistas. Este lugar es considerado un paraíso turístico en Colombia.
Actualmente, el Cabo de la Vela es un destino turístico. Entre sus principales atractivos esta El Pilón de Azúcar, La Playa Dorada, El Ojo de Agua y las Rancherías Aledañas. Destaca así mismo por las buenas condiciones para la práctica del kitesurf, con vientos constantes y muy frecuentes durante todo el año. 

## Climatología
La predominancia del halobioma del Caribe y el zonobioma desértico tropical se debe a la incidencia de los vientos alisios que se desplazan a una media de 20 km/h e ingresan a las salientes continentales que representan la Península de La Guajira y la de Península de Paraguaná, pero al no encontrar obstáculos geomorfológicos como colinas o montañas la humedad, arrastrada por los vientos, continúa su recorrido, hasta encontrarse con la Sierra Nevada de Santa Marta, donde el régimen de lluvias supera los 3.000 mm anuales, generando selvas hiperhúmedas. Por el contrario, en la alta Guajira no se supera los 300 mm por año, con excepción de la serranía de Macuira.

## Historia
Varias investigaciones afirman que alrededor de los 2,7 millones de años inició el proceso paulatino que destruyó el bosque hasta convertir a esta zona en el desierto que es hoy; el tiempo y un montón de hechos desencadenaron el deterioro del territorio. La hipótesis actual es que el planeta entero cambió hace 2,7 millones de años. Pasó de un estado en que el calentamiento era predominante a un estado de enfriamiento. cuando inició la primera glaciación fuerte, casi la mitad de Norteamérica se convirtió en glacial y ese avance de bajas temperaturas empujó la zona de convergencia intertropical, que trae las lluvias a Colombia hacia el sur, y eso hizo que La Guajira se convirtiera en el desierto que es actualmente.

## Galería

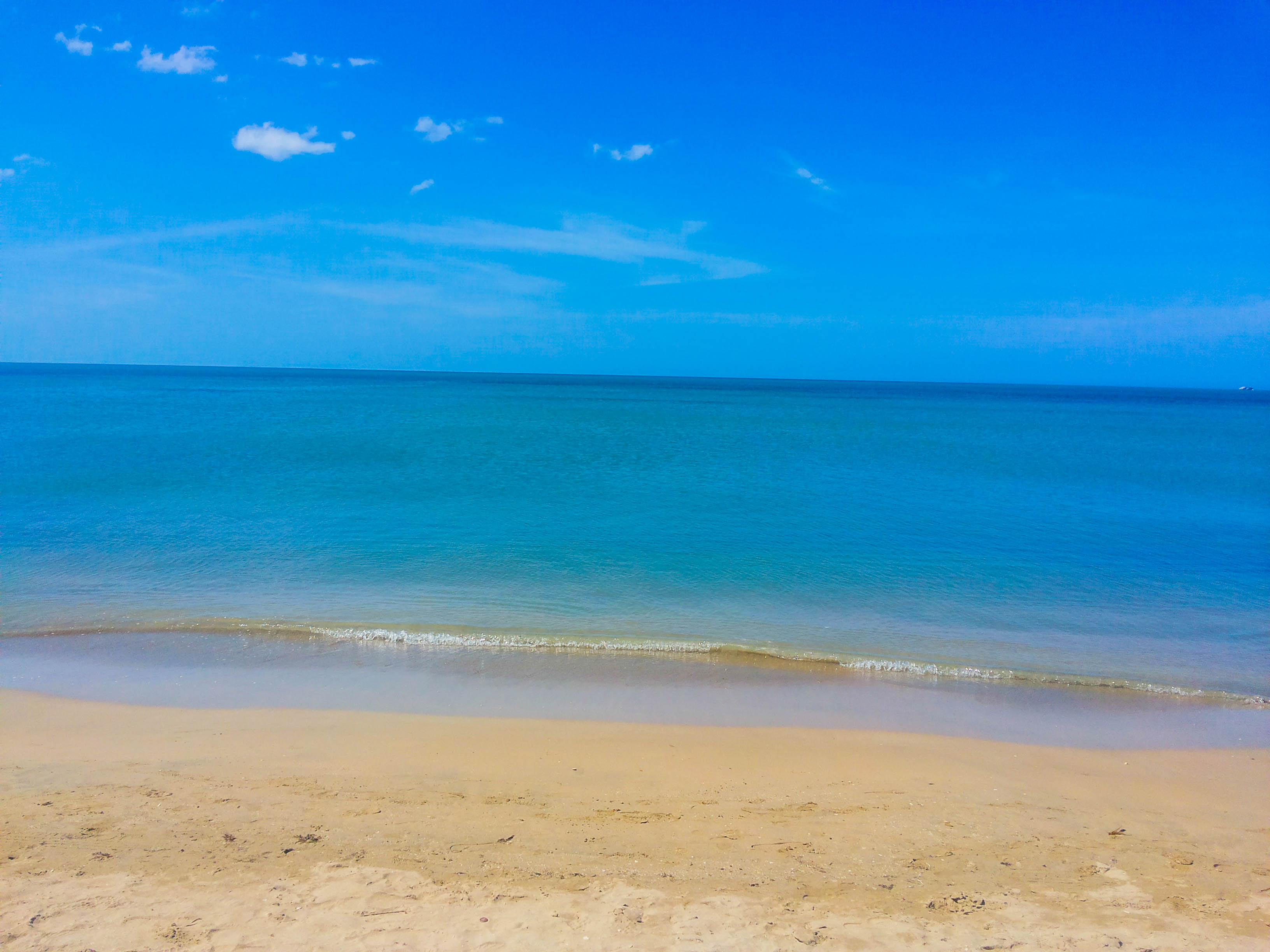
Playas de Cabo de la Vela

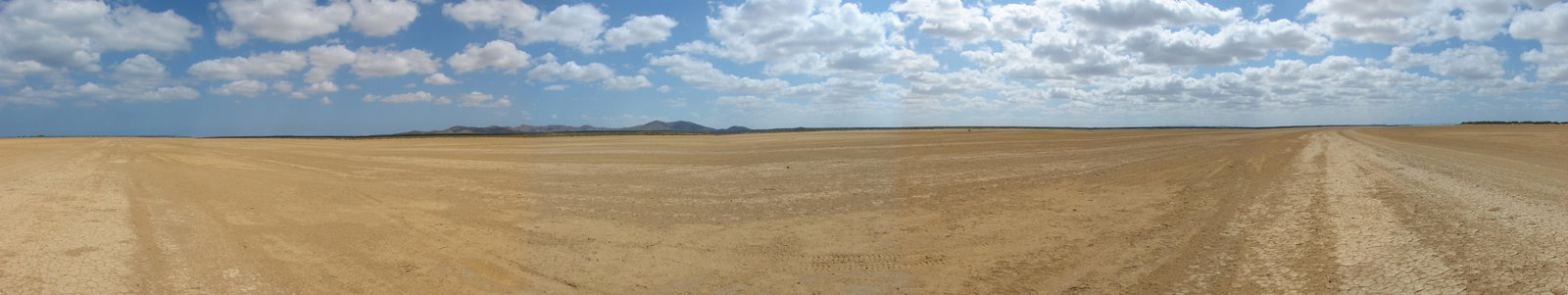
Desierto de La Guajira.
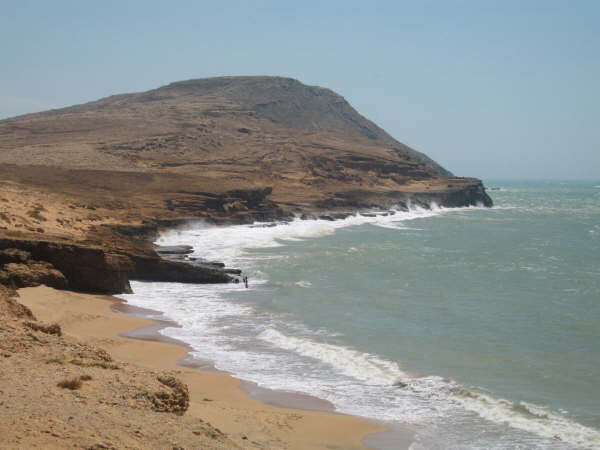
Cabo de la Vela, parte de el «desierto de La Guajira» en el Mar Caribe.
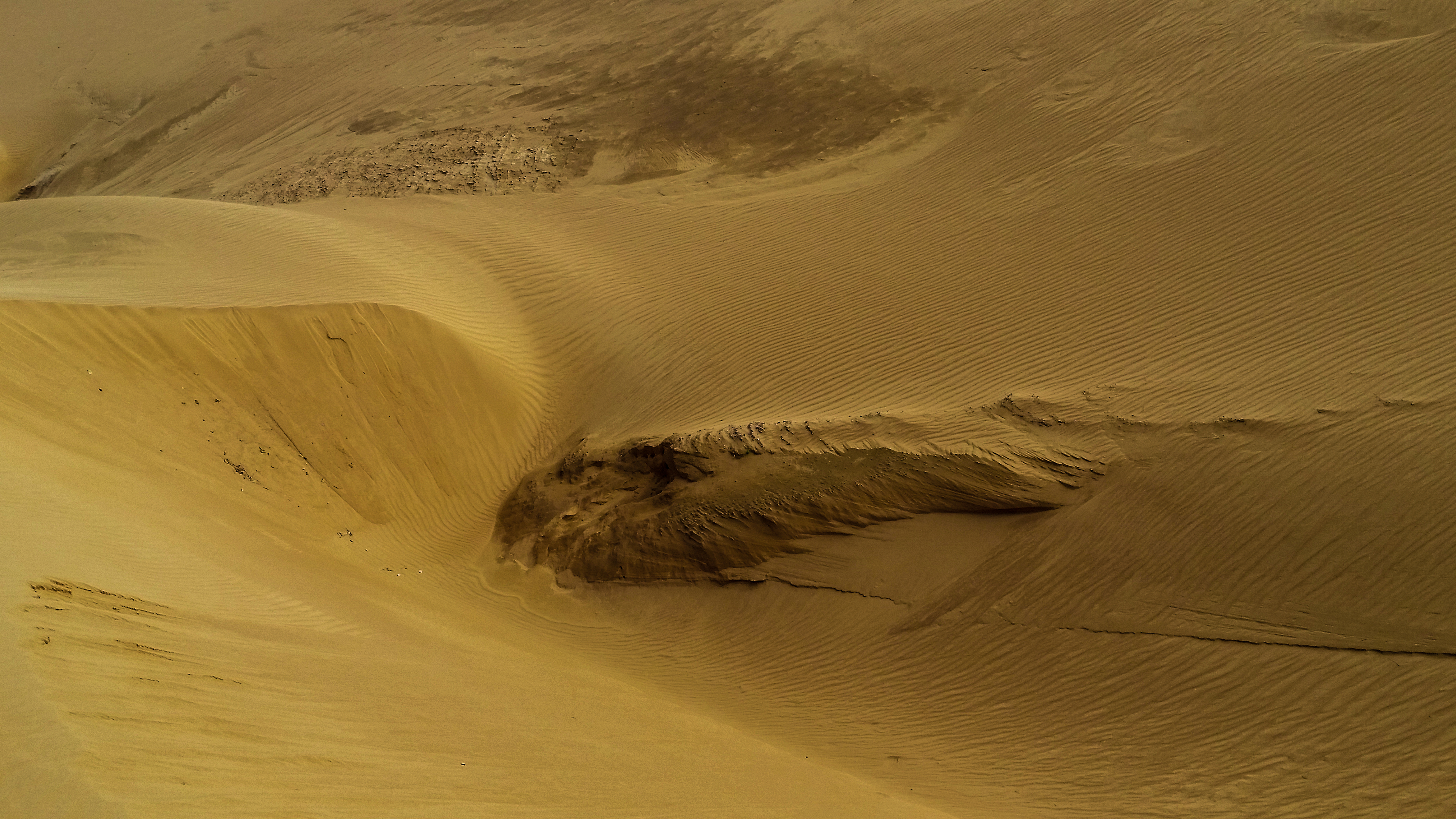
Médano Alewouru.